# 萬卡拉山 (普諾大區)
15°33′42″S 70°36′21″W / 15.56167°S 70.60583°W
萬卡拉山（Wankara），是秘魯的山峰，位於該國南部普諾大區，由帕拉蒂亞區和聖盧西亞區負責管轄，屬於安地斯山脈的一部分，海拔高度4,800米。